# Chants patriotiques algériens
Les chants patriotiques algériens (en arabe : الاناشيد الوطنية) sont des poèmes, chants populaires et parfois chansons musicales qui ont été chantés, scandés par la population algérienne pendant la colonisation française, et notamment pendant la révolution algérienne. Ils font aujourd'hui partie du patrimoine culturel et musical algérien.

## Classification des chants patriotiques algériens
On peut diviser ces chants en trois catégories:
- Les poèmes, écrits par de grands poètes notamment Moufdi Zakaria, qui a écrit le très connu hymne algérien Kassaman ainsi que Fidaou El Djazair[1] et l'Iliade algérienne. On peut citer aussi Messali Hadj et enfin Abdelhamid Ben Badis qui a écrit Chaabou el Djazairi muslimoun wa ila al ûrubati yantassib.

- Les chants populaires écrits par des combattants algériens anonymes ou par des scouts musulmans. On peut citer parmi ces chants Min Djibalina écrit par Mohamed el Hadi Cherif[2], un maquisard algérien lors de la révolution algérienne, ou alors le chant "Ya Mohamed mabrouk aâlik" qui est un chant populaire en Algérie mais dont l'auteur est inconnu. Citons aussi le chant algérien chanté en kabyle, A Thamourth.

- Les chansons, écrites par des chanteurs algériens et qui ont été reprises par le peuple pour signifier l'amour de la patrie juste après l'indépendance. On peut citer la chanson du chanteur chaabi El Hadj El Anka, El hamdulillah ma bqach istiîmar fi bledna qui s'est largement diffusé en Algérie jusqu'à devenir un chant populaire repris par les foules.

## Liste de chants patriotiques
Ceci est une liste, non exhaustive donc incomplète, des chants patriotiques algériens.

### Chants de résistance et de combat du colonialisme
- Chaabou al Djazaïri Mouslimoun (ar) (شعب الجزائر مسلم, « Le peuple algérien est musulman »)

Texte d'Abdelhamid Ben Badis, musique de Lamine Bechichi
- Al hamdoulillah mabqach istimar fi bladna (الحمد لله مابقاش استعمار في بلادنا) - El Hadj M'Hamed El Anka

- Lana ridjal (لنا رجال, « Nous avons des hommes »)

Texte de l'Émir Abdelkader, mis en musique par Ahmed Wahby
- Min Djibalina (من جبالنا, « De nos montagnes »)

Poème écrit par le poète de l’association des Oulémas algériens Mohamed Laïd Al-Khalifa pendant la révolution algérienne, mis en musique par Mohamed El Hadi Cherif. — Min Djibalina sur YouTube [vidéo]
- Fidaou El Djazair (فداء الجزائر, « Le Sacrifice de l'Algérie »)

Texte de Moufdi Zakaria, musique de Mohamed El Djoudi (écouter en ligne) [audio]
- Djazairana (ar) (جزائرنا, « Notre Algérie »)

Texte de Mohamed Echebouki (ar), musique de Mohamed Errabai (écouter en ligne) [vidéo]
- Mawtini (موطني, « Ma patrie »)

Texte du poète palestinien Ibrahim Touqan, mis en musique par les deux frères Mohammed Flayfel et Ahmed Flayfel. Ce chant est considéré en Algérie comme une ode à l'union du monde arabe (écouter en ligne [vidéo]
- Ichehadi Ya Sama (ar) (إشهدي يا سماء, « Ô ciel, sois témoin »)

Texte d'Abdelhamid Ben Badis, musique de Lamine Bechichi (ar)
- Alayki Minni Es-Salam (ar) (عليكِ مني السلام, « Je te salue (terre de mes ancêtres) »)

Texte de Halim Dammous (ar), musique d'Abderrahmane Aziz
- Fi sabil el medjd (في سبيل المجد, « Pour la gloire »)

Texte d'Omar Abouricha (ar), mis en musique par les deux frères Mohammed Flayfel et Ahmed Flayfel.

### Chants de chouhadas
- Nachid ech-Chouhada (نشيد الشهداء, « Le chant des martyrs »)

Texte de Moufdi Zakaria, mis en musique par Kouider Bouziane
- Nachid ech-Chahid (نشيد الشهيد, « Le chant du martyr »)

Texte de Ibrahim Touqan, mis en musique par Lamine Bechichi (ar)
- Ya Chahid El Watan (ar) (يا شهيد الوطن, « Ô martyr de la patrie »)

Texte d'Ibrahim Touqan, musique de Lamine Bechichi (ar)

### Chants du drapeau
On peut donc voir que le drapeau d'Algérie, se composant d'un croissant et une étoile rouge sur un fond mi-blanc / vert, ne fut pas vraiment l'objet de chants mais de citations comme  (Vert et Rouge), (Le croissant rouge), ou encore (123, viva l'Algérie). Qasaman, a ne pas confondre, n'est pas un chant mais bien l'hymne national de la république démocratique et populaire d'Algérie

### Chants du1erNovembre
Nufambar (Novembre)

### Autres chants
- Kassaman (قَسَمًا, « Nous jurons »)

Texte de Moufdi Zakaria, mis en musique par Mohamed Fawzi. Devenu l'hymne national algérien (écouter en ligne [vidéo])
- Ya Mohamed mabrouk aâlik, dont l'auteur est inconnu mais qui a été repris par un chanteur algérien.

Regarder ce chant - YouTube [vidéo]
Il existe de nombreux autres chants algériens tels:
- Nahnou Toullabou al Djazaïr (ar) (نحن طلاب الجزائر, « Nous sommes les étudiants d'Algérie »)
- Hizb Eth-Thouar (ar) (حزب الثوار, « Le parti des révolutionnaires »)
- Djazaïr ya beïda (جزائر يا بيضاء, « Ô blanche Alger »)
- Min adjlika ya watani (من أجلك يا وطني, « Pour toi ô mon pays »)
- Nachid el Bahdja (نشيد البهجة, « Chant de la beauté »)
- Aouel November (أول نوفمبر, « 1er novembre »)
- Nahnou djound El Itihad (نحن جنود الإتحاد, « Nous sommes les djounouds de l'Union »)
- Anchidou (أنشدو, « Chantez »)
- Hayou Echamal (حيوا الشمال, « Saluez Étoile nord-africaine »)
- Ya ardh al Djazaïr (يا أرض الجزائر, « Ô Terre d'Algérie »)
- Kachafou, haya (كشاف، هيا, « Scout, allons-y »)
- Noufambar al wafa (نوفمبر الوفى, « Novembre de la fidélité »)
- Min dima'î al qouloub (من دماء القلوب, « Du sang des cœurs »)
- A'amalou, nadhilou (اعملوا، ناضلوا, « Travaillez, militez »)
- Qalbi ya biladi (قلبي يا بلادي, « Mon pays, ô mon cœur »)
- Hamat al majd (هامات المجد, « Les cimes de la gloire »)

Ces chants sont très connus en Algérie par toutes les générations.